# Иън Мелър
Иън Мелър (на английски: Ian Mellor) е бивш английски футболист, роден на 19 февруари 1950 г. в Сейл. Играе на поста ляво крило. Баща е на футболиста на Престън Норт Енд Нийл Мелър.
Започва професионалната си кариера в Манчестър Сити през 1970 г. Три години по-късно преминава за 65000 паунда в борещия се да не изпадне Норич Сити. Мелър допринася това да не се случи. През 1974 г. е закупен от Брайтън & Хоув, където по това време треньор е Брайън Клъф. В този отбор Мелър печели прякора си Паяка. През февруари 1978 г. преминава в Честър Сити за 25000 паунда и спомага на отбора да финишира на пето място в Трета английска дивизия. След този сезон отива в Шефилд Уензди, а през 1982 г. - в Брадфорд Сити, където две години по-късно завършва кариерата си.